# Sorbais (Aisne)
Pour les articles homonymes, voir Sorbais.
Sorbais est une commune française située dans le département de l'Aisne, en région Hauts-de-France.

## Géographie

### Description
Sorbais est un village rural situé dans la vallée de l'Oise au cœur de la Thiérache, dans un paysage de bocage, dans l'ancien duché de Guise. Il se trouve à 8 km au sud de La Capelle, 43 km au sud-ouest de Chimay en Belgique, 45 km à l'est de Saint-Quentin et à 73 km au nord de Reims.
La route nationale 2 tangente à l'est le territoire communal.
Le village est traversé par le sentier de grande randonnée GR 122 et l'axe vert de la Thiérache.

### Communes limitrophes
Les communes limitrophes sont Autreppes, Buironfosse, Erloy, Étréaupont, Froidestrées, Laigny et Lerzy.

### Hydrographie
La commune est située dans le bassin Seine-Normandie. Elle est drainée par l'Oise, le Lerzy, le cours d'eau 01 de la commune de Sorbrais, le cours d'eau 01 de la Croisette, le cours d'eau 01 de la Prairie du Chenois, le cours d'eau 01 des Quatre Chênes, le cours d'eau 02 de la commune de Sorbrais, le cours d'eau 04 de la commune de Sorbrais et les Fosses Mathon,,.
L'Oise prend sa source en Belgique, à 309 mètres d'altitude, dans l'ancienne commune de Forges et se jette dans la Seine à 20 mètres d'altitude, au Pointil en rive droite et en aval du centre de Conflans-Sainte-Honorine dans le département des Yvelines. D'une longueur 341 kilomètres, elle est presque entièrement navigable et bordée de canaux sur 104 kilomètres.
Le Lerzy, d'une longueur de 11 km, prend sa source dans la commune de La Capelle et se jette  dans l'Oise (rive gauche) sur la commune, après avoir traversé trois communes. 

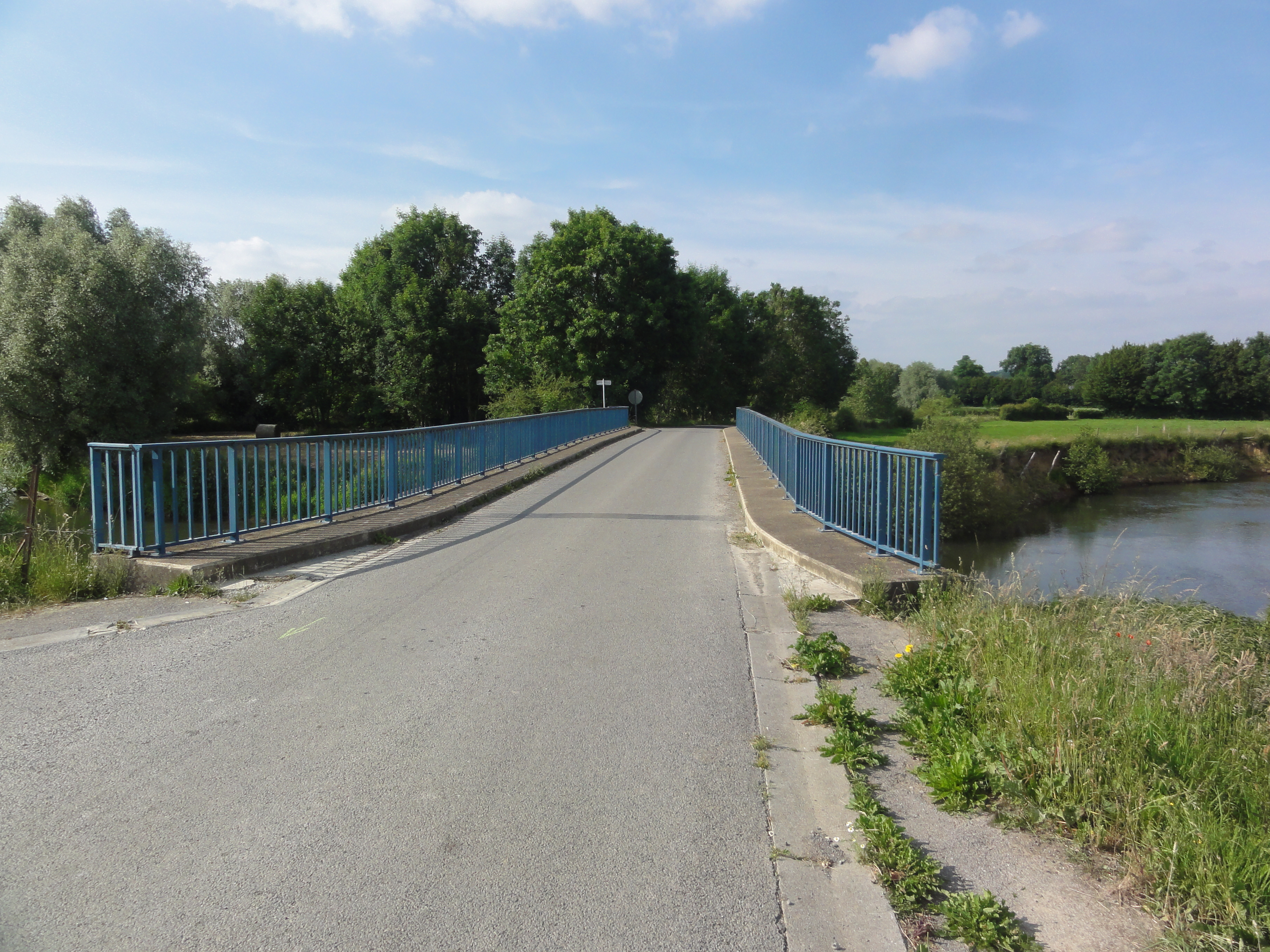
Pont sur l'Oise.
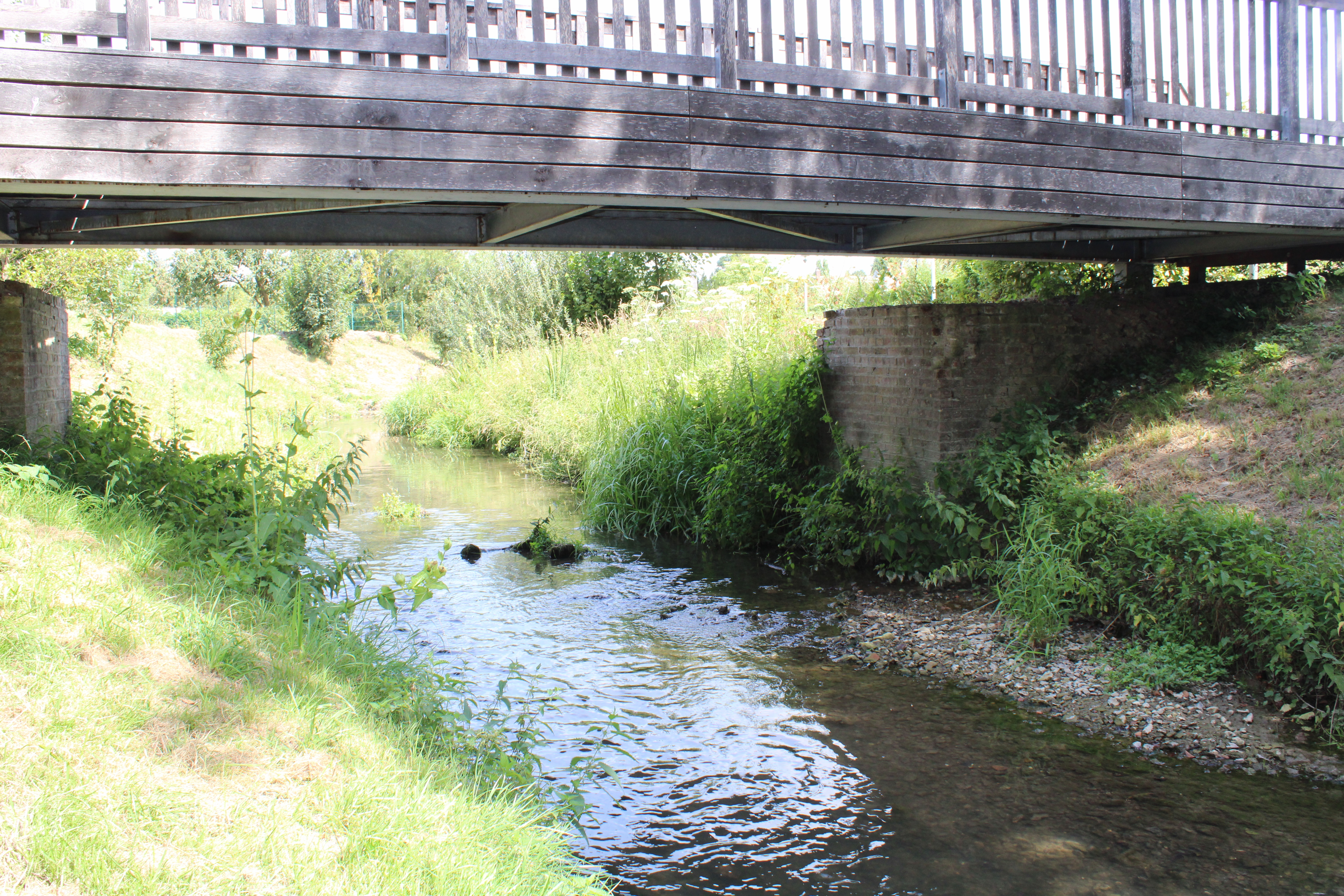
Le Lerzy

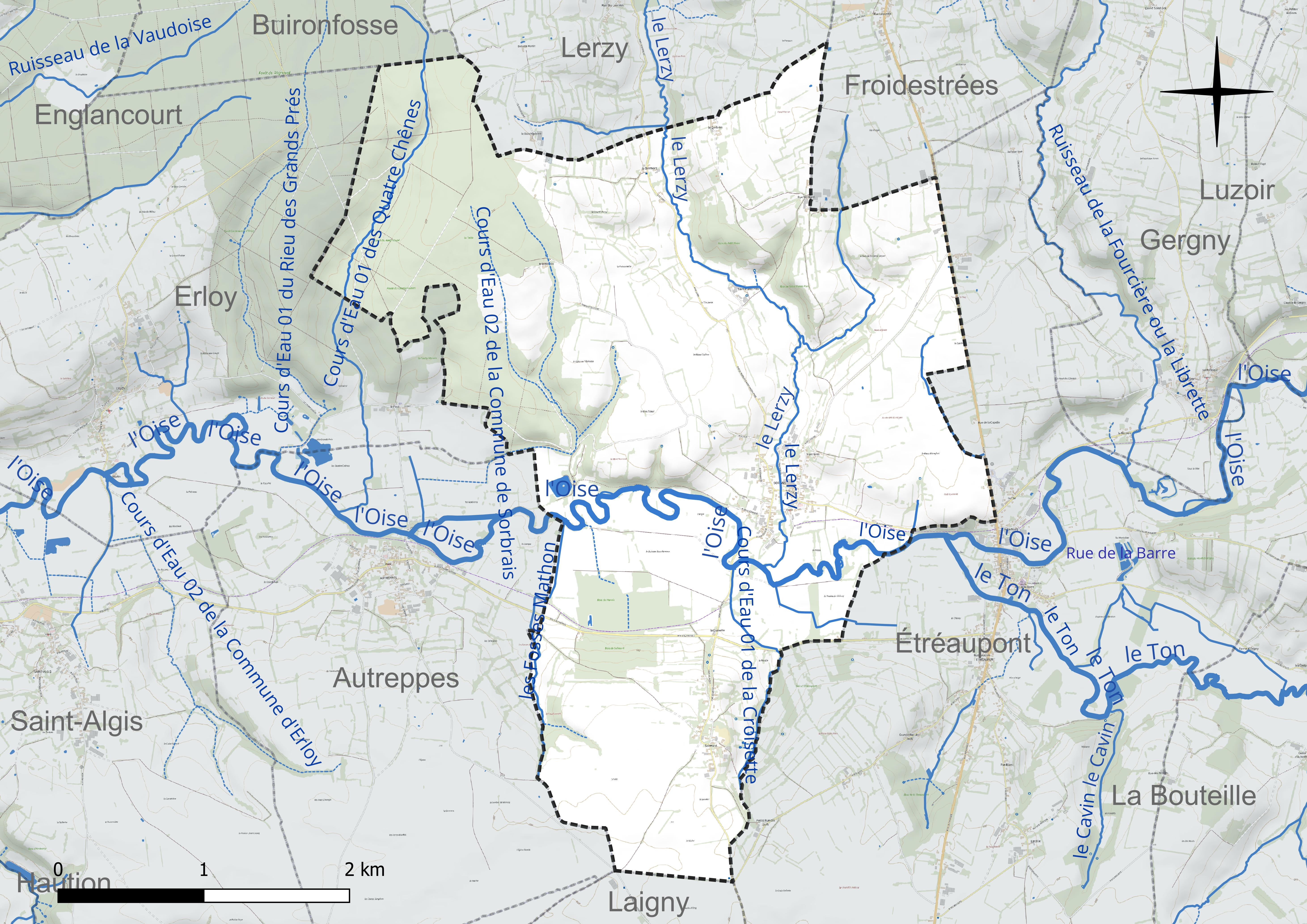
Réseau hydrographique de Sorbais.

Un plan d'eau complète le réseau hydrographique : le plan d'eau 1 de la commune de Sorbais (1,6 ha),.

### Climat
Pour des articles plus généraux, voir Climat des Hauts-de-France et Climat de l'Aisne.
En 2010, le climat de la commune est de type climat des marges montargnardes, selon une étude du CNRS s'appuyant sur une série de données couvrant la période 1971-2000. En 2020, Météo-France publie une typologie des climats de la France métropolitaine dans laquelle la commune est exposée à un climat océanique altéré et est dans la région climatique Nord-est du bassin Parisien, caractérisée par un ensoleillement médiocre, une pluviométrie moyenne régulièrement répartie au cours de l'année et un hiver froid (3 °C).
Pour la période 1971-2000, la température annuelle moyenne est de 9,8 °C, avec une amplitude thermique annuelle de 15,3 °C. Le cumul annuel moyen de précipitations est de 851 mm, avec 13,4 jours de précipitations en janvier et 9,8 jours en juillet. Pour la période 1991-2020, la température moyenne annuelle observée sur la station météorologique la plus proche, située sur la commune de Fontaine-lès-Vervins à 6 km à vol d'oiseau, est de 10,5 °C et le cumul annuel moyen de précipitations est de 826,3 mm,. Pour l'avenir, les paramètres climatiques de la commune estimés pour 2050 selon différents scénarios d'émission de gaz à effet de serre sont consultables sur un site dédié publié par Météo-France en novembre 2022.

## Urbanisme

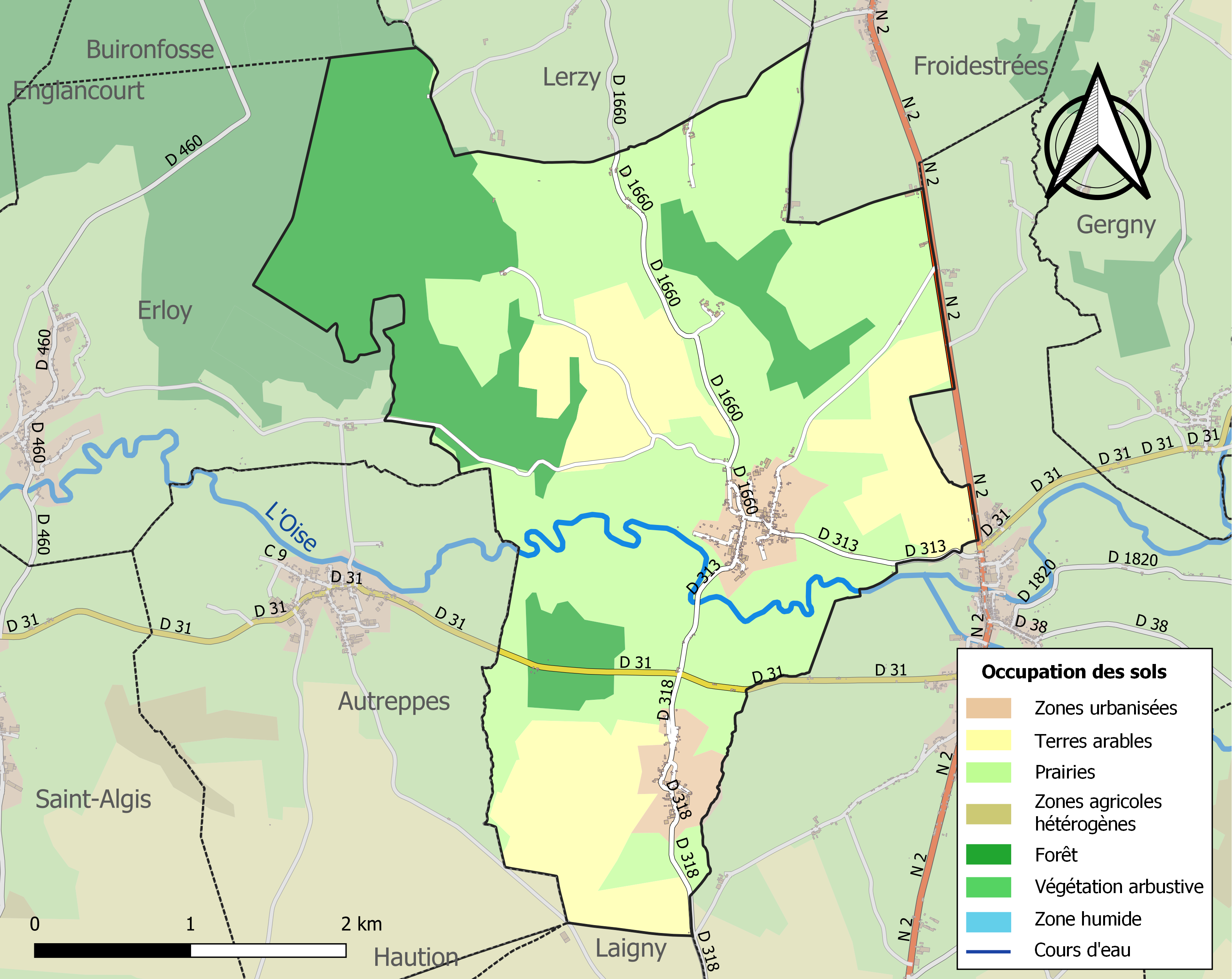
Carte de l'occupation des sols de la commune en 2018 (CLC).

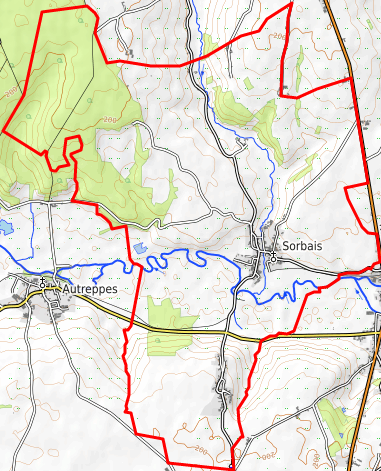
Carte topographique de la commune en 2022.

### Typologie
Au 1er janvier 2024, Sorbais est catégorisée commune rurale à habitat très dispersé, selon la nouvelle grille communale de densité à 7 niveaux définie par l'Insee en 2022.
Elle est située hors unité urbaine et hors attraction des villes,.

### Occupation des sols
L'occupation des sols de la commune, telle qu'elle ressort de la base de données européenne d'occupation biophysique des sols Corine Land Cover (CLC), est marquée par l'importance des territoires agricoles (70,7 % en 2018), une proportion identique à celle de 1990 (70,7 %). La répartition détaillée en 2018 est la suivante : 
prairies (51,1 %), forêts (24,3 %), terres arables (19,6 %), zones urbanisées (5 %).
L'évolution de l'occupation des sols de la commune et de ses infrastructures peut être observée sur les différentes représentations cartographiques du territoire : la carte de Cassini (XVIIIe siècle), la carte d'état-major (1820-1866) et les cartes ou photos aériennes de l'IGN pour la période actuelle (1950 à aujourd'hui).

### Lieux-dits, hameaux et écarts
Au sud de la rivière, le hameau de Solmont domine la vallée.

### Habitat et logement
En 2020, le nombre total de logements dans la commune était de 145, alors qu'il était de 141 en 2015 et de 148 en 2010.
Parmi ces logements, 80,5 % étaient des résidences principales, 13,2 % des résidences secondaires et 6,3 % des logements vacants. Ces logements étaient pour 100 % d'entre eux des maisons individuelles et pour 0 % des appartements.
Le tableau ci-dessous présente la typologie des logements à Sorbais en 2020 en comparaison avec celle de l'Aisne et de la France entière. Une caractéristique marquante du parc de logements est ainsi une proportion de résidences secondaires et logements occasionnels (13,2 %) supérieure à celle du département (3,4 %) et à celle de la France entière (9,7 %). Concernant le statut d'occupation de ces logements, 81,2 % des habitants de la commune sont propriétaires de leur logement (86,6 % en 2015), contre 61,6 % pour l'Aisne et 57,5 pour la France entière.
| Typologie                                               | Sorbais | Aisne | France entière |
| ------------------------------------------------------- | ------- | ----- | -------------- |
| Résidences principales (en %)                           | 80,5    | 86,6  | 82,1           |
| Résidences secondaires et logements occasionnels (en %) | 13,2    | 3,4   | 9,7            |
| Logements vacants (en %)                                | 6,3     | 10,1  | 8,2            |

## Toponymie
Le nom du village apparaît pour la première fois en 1125 sous l'appellation de Sourbais dans un cartulaire de Chaourse. L'orthographe variera encore ensuite avec les dénominations Sourbays, Sorbays, Sobais, Sorbay, Sorbay, Sorbai, Sorbaix et l'orthographe actuelle Sorbais vers 1750 sur la carte de Cassini.
Probablement de l'oïl sorbe « fruit du sorbier ».

## Histoire

### Antiquité

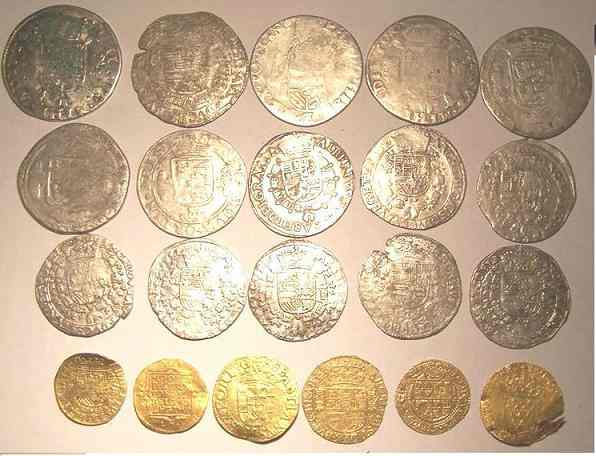
Monnaies.

Sorbais était habitée dès l'époque gallo-romaine. Plusieurs vestiges attestent de cette présence antique.
La découverte de potins remes (potin au bucrane et au personnage courant), d'un potin senones à la tête casquée, de deniers romains (Tibere et Faustine jeune) confirme cette présence.
Un plat romain d'un diametre de 33 cm y fut aussi découvert.
En 2012, un trésor de l'époque espagnole fut découvert, il comprenait 21 pièces dont 15 en argent et 6 en or.

### Temps modernes

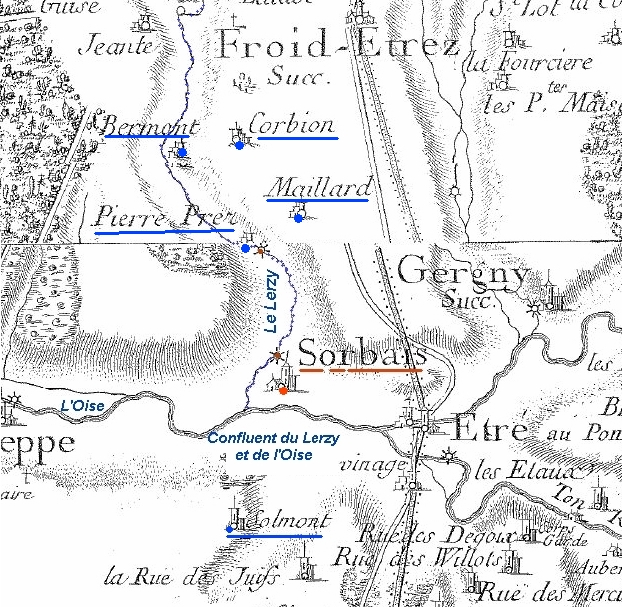
Carte de Cassini du secteur
(vers 1750).

La carte de Cassini montre qu'au XVIIIe siècle, Sorbais est une paroisse située sur le rive gauche de l'Oise et est traversée par le ruisseau Le Lerzy. Deux moulins à eau, symbolisés par une roue dentée, sont représentés sur la carte ; ils étaient encore en activité en 1880.
Quatre hameaux qui existent encore de nos jours sont représentés au nord sur la carte :Saint-Pierre-Prez, Maillard, Corbion et Bermont.
Au sud, le hameau de Solmont est très ancien puisqu'il apparaît déjà en 1203 sous le nom de latin de Curia de Solmont.

### Époque contemporaine
Sur le plan cadastral de la commune de 1836 aux Archives départementales, Solmont comportait une quarantaine de maisons, Saint-Pierre-Pré 5 et Corbon 7.

#### Les moulins
Les nombreux cours d'eau serpentant en Thiérache ont permis l'installation de nombreux moulins à eau : beaucoup ont permis de moudre le grain pour obtenir la farine et d'autres ont fabriqué du papier.
La monographie écrite par M. Gosse indique qu'en 1888  Il existait deux moulins à eau dans la commune .

Ces moulins, installés sur de petits cours d'eau à petit débit, souffraient du manque d'eau pendant les mois d'été. Peu rentables la plupart des moulins de Thiérache ont été abandonnés au début du XXe siècle.

#### Le chemin de fer
Sorbais  dispose d'une gare située sur la ligne de chemin de fer de Guise à Hirson de 1910 à 1978. À l'ouverture de ligne en 1910, quatre trains s'arrêtent chaque jour dans cette gare (voir les horaires en 1910).

Son emprise est utilisée depuis 2014 par l'Axe vert de la Thiérache.

Sorbais et le chemin de fer
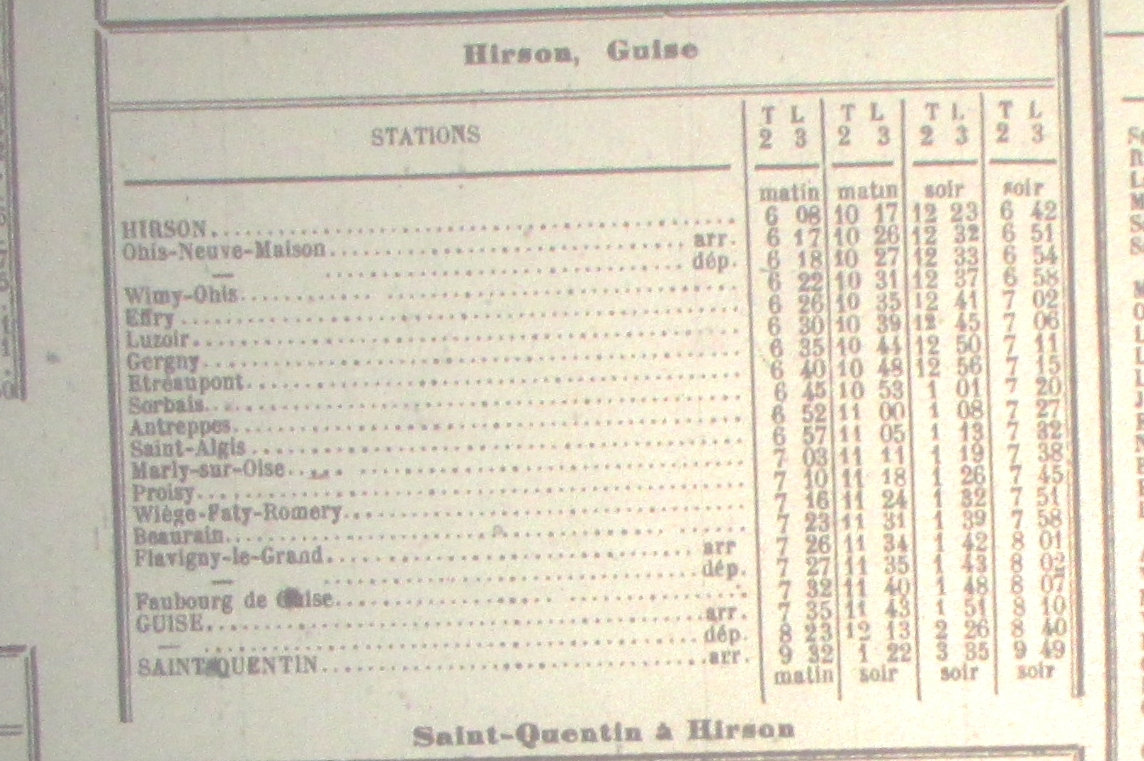
Horaires de la liigne en 1910.
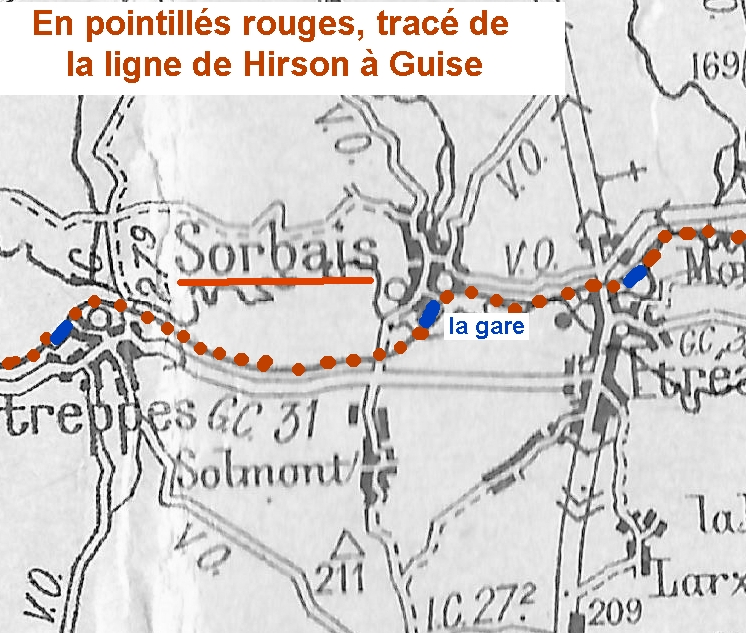
Tracé de la ligne autour de Sorbais.
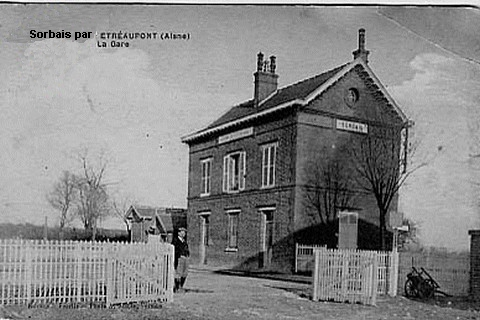
La gare au début du XXe siècle
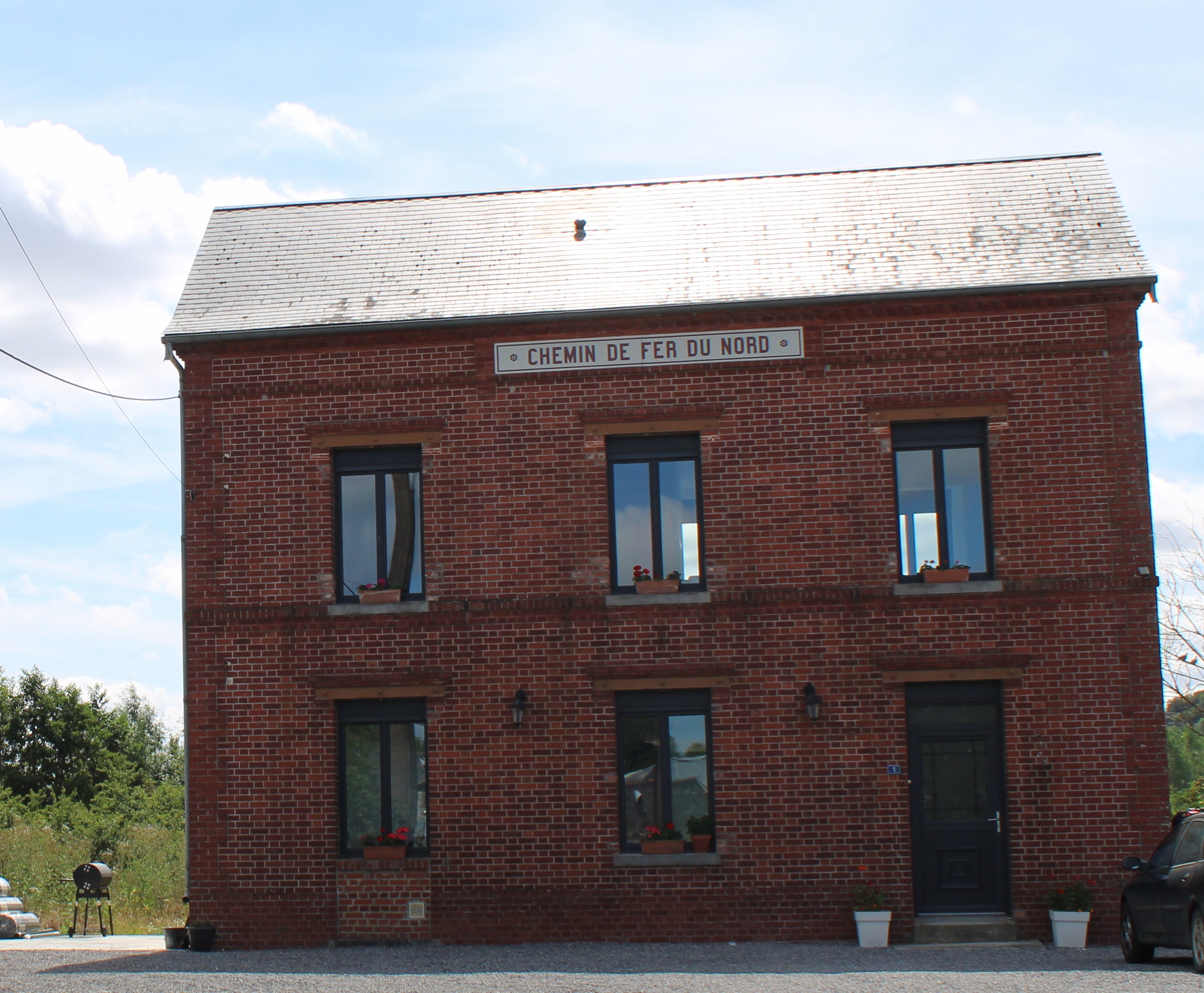
L'ancienne gare en 2020.

#### Première Guerre mondiale
Le 27 août 1914, les troupes françaises reculent. La 14e compagnie du 4e régiment de zouaves, capitaine Henri Giraud, passe l'Oise à Sorbais et prend la direction d'Autreppes. Le 28, des éléments du 13e hussard pousse jusqu'à Lerzy, occupé par les Allemands et tombent dans une embuscade. Le maréchal des logis Loquen est grièvement blessé. Ramené par des uhlans qui investissent Sorbais, il meurt dans la nuit du 29. À partir du 3 septembre, les réfugiés regagnent leur domicile. Le pont d'Etréaupont ayant sauté, la file des réfugiés du Nord passe par Sorbais.
Le 19 juin 1917, le jeune Omer Laquet est abattu par un policier allemand. Ce dernier est condamné à mort par un conseil de guerre, à Amiens, le 18 juin 1924.
Le 7 novembre 1918, le 30e bataillon de Chasseurs alpins, venu d'Erloy contourne Sorbais par Saint-Pierre-Prez et Le-Petit-Corbion et remonte la vallée de l'Oise vers Luzoir. Le même jour, Emile Jouniaux est grièvement blessé par les Allemands, en tentant de rejoindre les lignes françaises.
La ligne de chemin de fer, totalement détruite pendant la Première Guerre mondiale, est reconstruite après la guerre en écartement standard (projet de loi du Sénat de Mars 1927) pour éviter les ruptures de charge, et servira jusqu'en 1978.

#### Seconde Guerre mondiale
Entre les 11 et 14 mai 1940, la majeure partie des habitants prend le chemin de l'exode. Le plan d'évacuation de l'Etat prévoit pour les habitants de l'Aisne une évacuation vers la Mayenne. Sous les bombes, le chemin les amène à Laval. Le retour, après l'Armistice, est compliqué du fait d'une ligne de démarcation établie par les Allemands au sud de Laon. Sorbais est désormais située en "zone interdite" ou "réservée". Toutefois, la plupart regagnent leur domicile, souvent pillé.
Le 16 mai 1940, au début de la bataille de France, des automitrailleuses du 7e GRDI, venues de Belgique, reçoivent l'ordre de défendre 4 ponts de l'Oise (dont Autreppes et Sorbais,)  pour permettre aux troupes de l'armée Corap, en déroute du front de la Meuse, de rejoindre les armées au nord ouest. Le village est déjà occupé par des Allemands. Des combats s'engagent. Une auto-mitrailleuse 'La Drôlesse" parvient à s'installer sur le chemin de hallage et protège un temps le pont. Les Allemands, depuis l'autre rive, réussissent à faire sauter le parapet aval et une partie du tablier. Mais plusieurs dizaines de soldats français parviennent à rejoindre la rive droite. Le brigadier d'artillerie Pierre Henri Julien Girod est tué sur le pont de l'Oise , sont déclarés morts (le 17) Ben Youcef Hamida Ahmed  (tirailleur algérien) et Raoul Guillon du 22e RR. Des combats s'engagent avec les Allemands restés dans le village. On se bat dans les maisons. Une pièce de 75 est installée devant le pont. Les Français quittent Sorbais, avec quelques prisonniers, en direction d'Avesnes par Lerzy. Le gros des troupes allemandes (groupement von Ravenstein) investissent le nord de l'Oise d'Etréaupont à Marly-Gomont vers 22 h 30. Le 17, Jules Mouret est abattu par une sentinelle allemande pour n'avoir pas respecté le couvre-feu.

## Politique et administration

### Rattachements administratifs et électoraux
La commune se trouve dans l'arrondissement de Vervins du département de l'Aisne. Pour l'élection des députés, elle fait partie depuis 1958 de la troisième circonscription de l'Aisne.
Elle faisait partie depuis 1793 du canton de La Capelle. Dans le cadre du redécoupage cantonal de 2014 en France, la commune est désormais intégrée au canton de Vervins.

### Intercommunalité
La commune est membre de la communauté de communes de la Thiérache du Centre, un établissement public de coopération intercommunale (EPCI) à fiscalité propre créé fin 1992 et auquel la commune a transféré un certain nombre de ses compétences, dans les conditions déterminées par le code général des collectivités territoriales.

### Liste des maires
| Période                                  | Période                   | Identité                  | Étiquette | Qualité                                                         |
| ---------------------------------------- | ------------------------- | ------------------------- | --------- | --------------------------------------------------------------- |
| 1801                                     | 1830                      | Jean-Baptiste Fécelle     |           | Propriétaire                                                    |
| 1830                                     | 1843                      | Jean-François Lamarez     |           | Cultivateur et meunier                                          |
| 1843                                     | 1848                      | Jean-François Clin        |           | Propriétaire                                                    |
| 1848                                     | 1864                      | Jean-Louis Clovis Lamarez |           | Propriétaire                                                    |
| 1864                                     | 1876                      | Alexis Bourgeois          |           | Propriétaire                                                    |
| 1876                                     | 1895                      | Louis Joseph Méresse      |           | Propriétaire                                                    |
| 1895                                     | après 1910                | Alexandre Siméon Caron    |           |                                                                 |
|                                          | juin 1972                 | Jean Fecelle              |           | Décédé en fonction lors de la catastrophe ferroviaire de Vierzy |
| Les données manquantes sont à compléter. |                           |                           |           |                                                                 |
| mars 2001                                | avril 2014                | Henri Brossier            | PS        | Président de la CC de la Thiérache du Centre (2008 → 2014)      |
| avril 2014                               | En cours (au 6 juin 2023) | Didier Gravet             | SE        | Retraité de la Police nationale Réélu pour le mandat 2020-2026, |

## Démographie
L'évolution du nombre d'habitants est connue à travers les recensements de la population effectués dans la commune depuis 1793. Pour les communes de moins de 10 000 habitants, une enquête de recensement portant sur toute la population est réalisée tous les cinq ans, les populations de référence des années intermédiaires étant quant à elles estimées par interpolation ou extrapolation. Pour la commune, le premier recensement exhaustif entrant dans le cadre du nouveau dispositif a été réalisé en 2008.

En 2022, la commune comptait 261 habitants, en évolution de −7,45 % par rapport à 2016 (Aisne : −1,97 %, France hors Mayotte : +2,11 %).
| 1793 | 1800 | 1806 | 1821 | 1831 | 1836 | 1841 | 1846 | 1851 |
| ---- | ---- | ---- | ---- | ---- | ---- | ---- | ---- | ---- |
| 715  | 759  | 754  | 778  | 848  | 844  | 848  | 829  | 830  |

| 1856 | 1861 | 1866 | 1872 | 1876 | 1881 | 1886 | 1891 | 1896 |
| ---- | ---- | ---- | ---- | ---- | ---- | ---- | ---- | ---- |
| 831  | 790  | 745  | 666  | 651  | 624  | 605  | 597  | 589  |

| 1901 | 1906 | 1911 | 1921 | 1926 | 1931 | 1936 | 1946 | 1954 |
| ---- | ---- | ---- | ---- | ---- | ---- | ---- | ---- | ---- |
| 572  | 550  | 516  | 468  | 475  | 492  | 436  | 422  | 466  |

| 1962 | 1968 | 1975 | 1982 | 1990 | 1999 | 2006 | 2008 | 2013 |
| ---- | ---- | ---- | ---- | ---- | ---- | ---- | ---- | ---- |
| 460  | 412  | 354  | 337  | 308  | 286  | 277  | 274  | 291  |

| 2018 | 2022 | - | - | - | - | - | - | - |
| ---- | ---- | - | - | - | - | - | - | - |
| 265  | 261  | - | - | - | - | - | - | - |

## Culture locale et patrimoine

### Lieux et monuments
- Église Saint-Martin (fortifiée)  
Le village se constitue autour de l'église Saint-Martin. La paroisse est une dépendance de l'abbaye de Foigny. L'église est construite sur des fondations du XIIe siècle et a été fortifiée, comme la plupart des églises de Thiérache, au XVIe siècle, La tour-porche est datée de 1578.
- Monument aux morts ;
- L'axe vert de la Thiérache aménagé en 2014 pour les piétons et les cyclistes sur la plate-forme de l'ancienne ligne du chemin de fer de Guise à Hirson (cependant, ce chemin fait un détour par le centre du village au lieu de traverser l'ancienne gare de Sorbais[43],[44]).

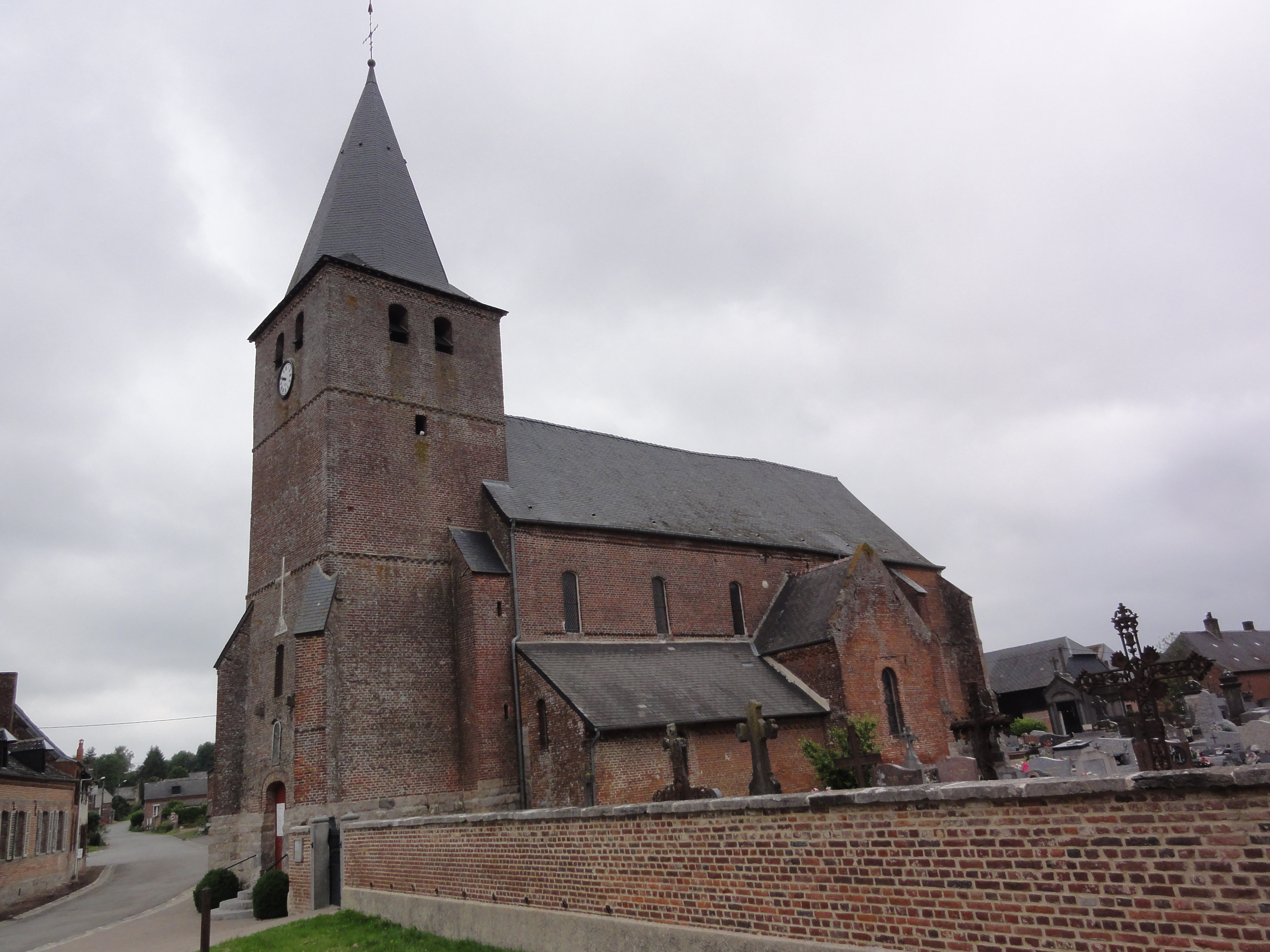
Église Saint-Martin.
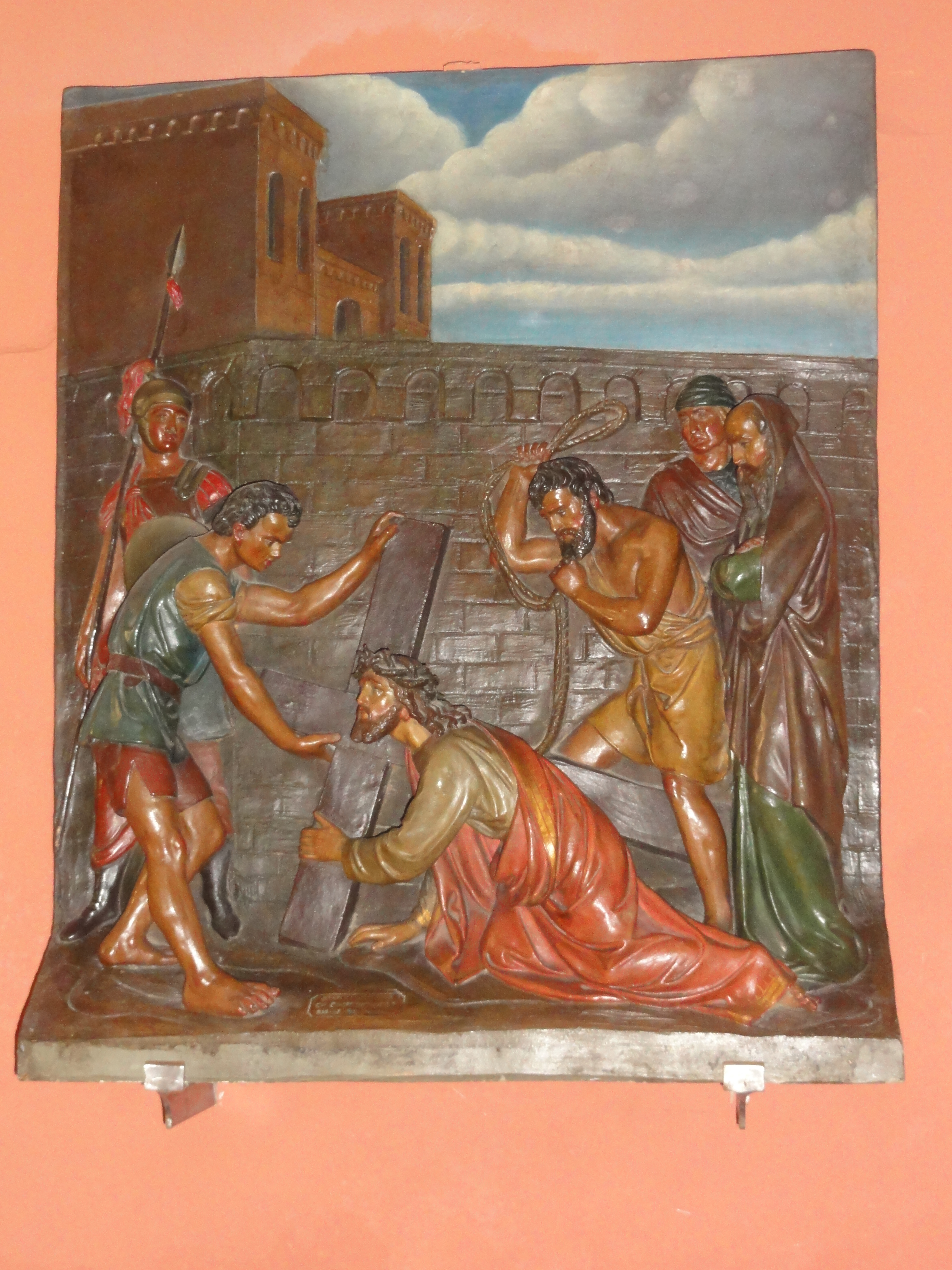
Chemin de croix de 1880, station 3.
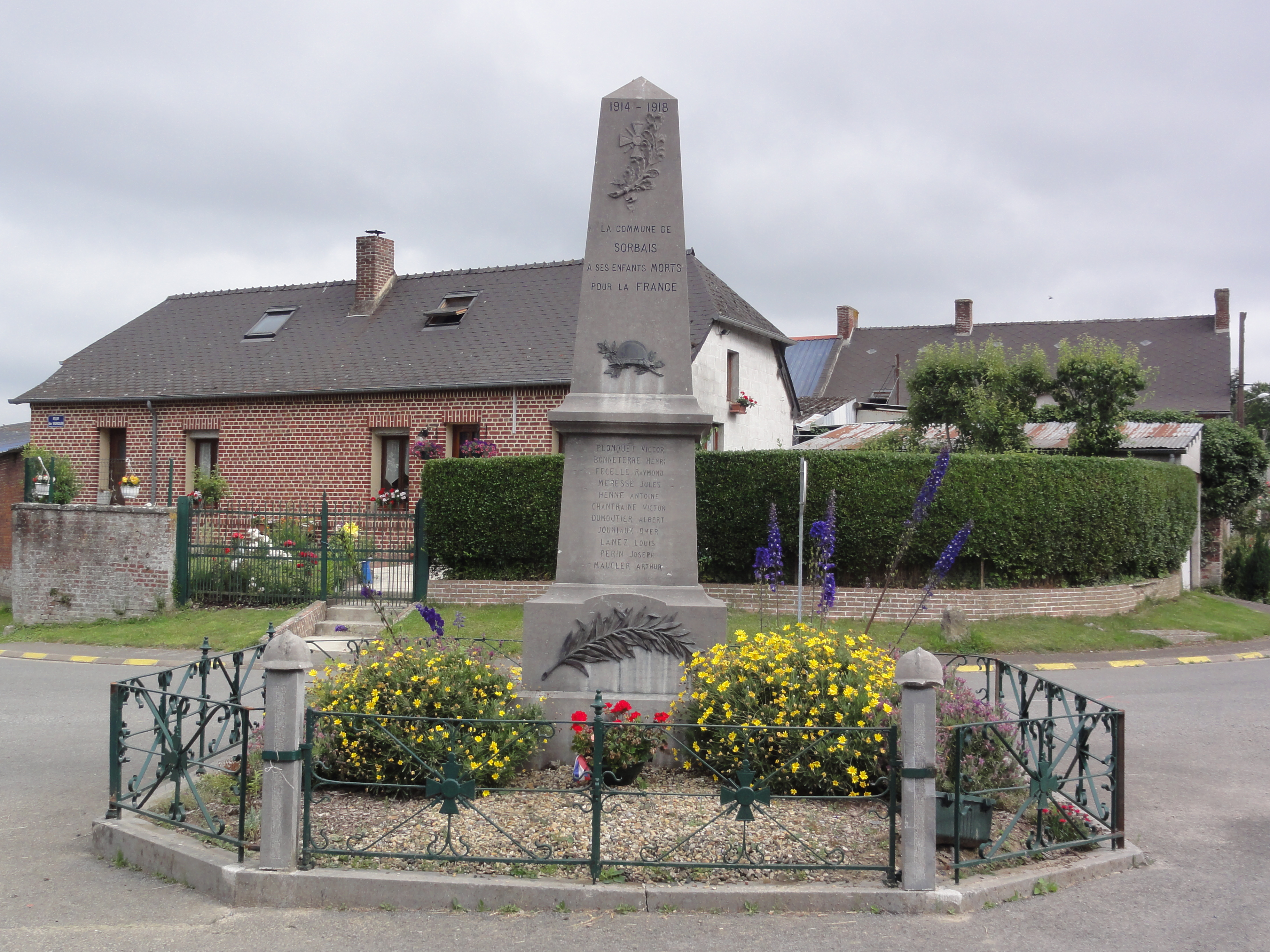
Monument aux morts.
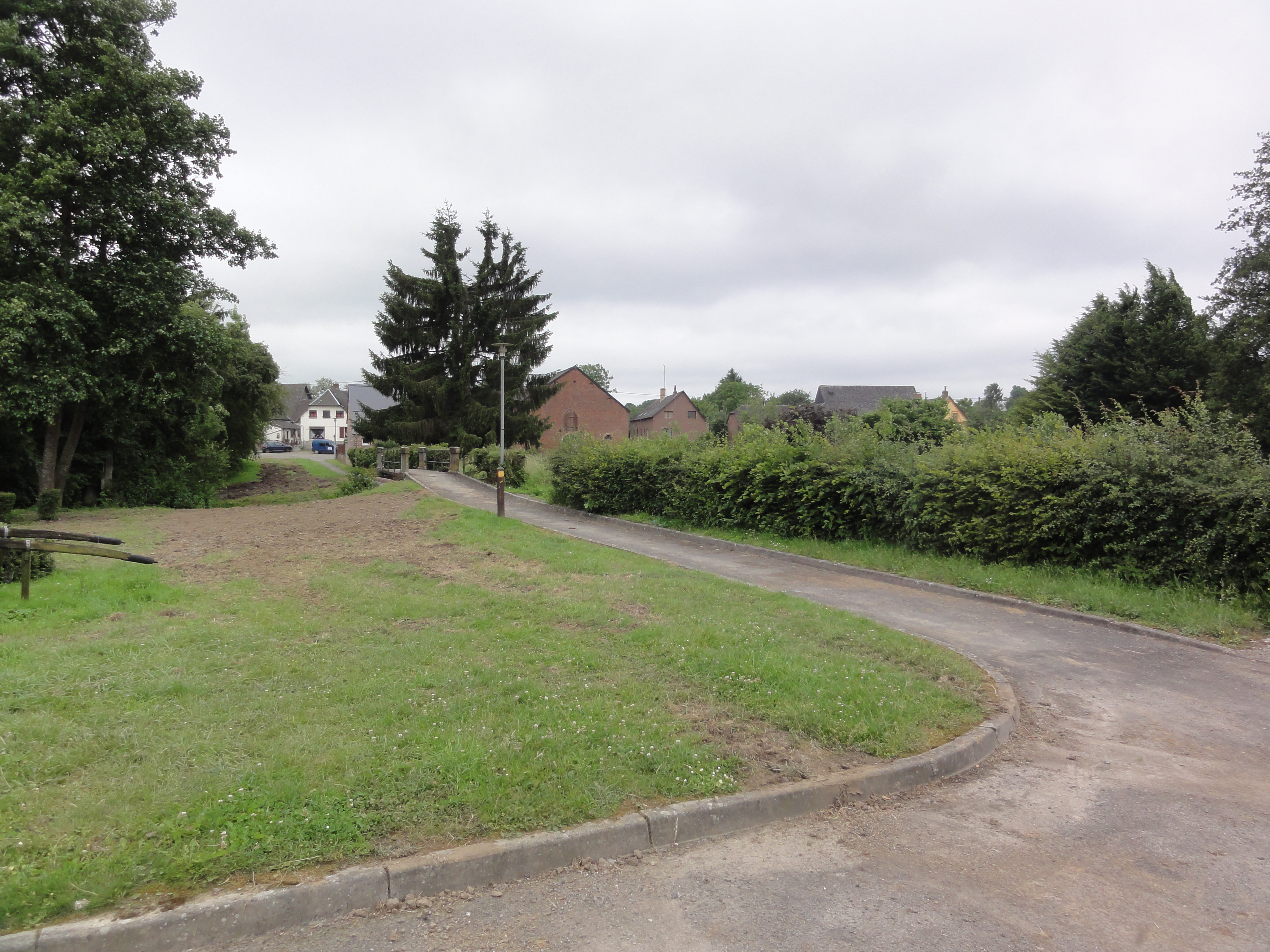
L'axe vert de la Thiérache, traversant Sorbais.

### Gastronomie
Le sorbais est un fromage au lait de vache proche du Maroilles. Originellement un fromage d'un terroir différent mais proche, il est maintenant commercialisé par les producteurs de Maroilles comme une variante ayant les 3/4 de la taille du fromage standard,
.

## Pour approfondir